# Rumuńscy posłowie do Parlamentu Europejskiego 2019–2024
Rumuńscy posłowie IX kadencji do Parlamentu Europejskiego zostali wybrani w wyborach przeprowadzonych 26 maja 2019, w których wyłoniono 32 deputowanych. W 2018 zaplanowano przyznanie Rumunii 1 dodatkowego mandatu (w ramach rozdzielenia części mandatów przynależnych Wielkiej Brytanii), jednak procedura jego obsadzenia została opóźniona w związku z przesunięciem daty brexitu i przeprowadzeniem wyborów również w Wielkiej Brytanii.

## Posłowie według list wyborczych
Partia Narodowo-Liberalna
- Rareș Bogdan
- Mircea Hava
- Siegfried Mureșan
- Vasile Blaga
- Daniel Buda
- Dan Motreanu
- Gheorghe Falcă
- Cristian Bușoi
- Marian-Jean Marinescu
- Vlad Nistor, poseł do PE od 2 grudnia 2019

Partia Socjaldemokratyczna
- Rovana Plumb
- Carmen Avram
- Iulian Claudiu Manda
- Cristian Terheș
- Dan Nica
- Maria Grapini
- Tudor Ciuhodaru
- Dragoș Benea
- Victor Negrescu, poseł do PE od 1 lutego 2020 (objęcie mandatu było zawieszone do czasu brexitu)

Alianța 2020 USR-PLUS
- Dacian Cioloș
- Dragoș Pîslaru
- Dragoș Tudorache
- Nicolae Ștefănuță
- Vlad Botoș
- Ramona Strugariu
- Vlad Gheorghe, poseł do PE od 10 listopada 2020
- Alin Cristian Mituța, poseł do PE od 28 grudnia 2020

PRO Rumunia
- Corina Crețu
- Mihai Tudose[2]

Demokratyczny Związek Węgrów w Rumunii
- Iuliu Winkler
- Loránt Vincze

Partia Ruchu Ludowego
- Traian Băsescu
- Eugen Tomac

Byli posłowie IX kadencji do PE
- Adina Vălean (z listy Partii Narodowo-Liberalnej), do 30 listopada 2019
- Clotilde Armand (z listy USR-PLUS), do 3 listopada 2020
- Cristian Ghinea (z listy USR-PLUS), do 22 grudnia 2020